# Tandian
Tandian (kinesiska: 谈店, 谈店乡) är en socken i Kina. Den ligger i provinsen Henan, i den centrala delen av landet, omkring 320 kilometer sydost om provinshuvudstaden Zhengzhou. Antalet invånare är 28 759. Befolkningen består av 14 198 kvinnor och 14 561 män. Barn under 15 år utgör 22,0 %, vuxna 15-64 år 67 %, och äldre över 65 år 9,0 %.
Genomsnittlig årsnederbörd är 1 211 millimeter. Den regnigaste månaden är augusti, med i genomsnitt 208 mm nederbörd, och den torraste är januari, med 21 mm nederbörd.